# Epilobium capense
Epilobium capense là một loài thực vật có hoa trong họ Anh thảo chiều. Loài này được Buchinger ex Krauss mô tả khoa học đầu tiên năm 1844.